# Alsólelóc
Alsólelóc (szlovákul Dolné Lelovce) Nemeskosztolány településrésze, korábban önálló falu Szlovákiában, a Trencséni kerületben, a Privigyei járásban.

## Fekvése

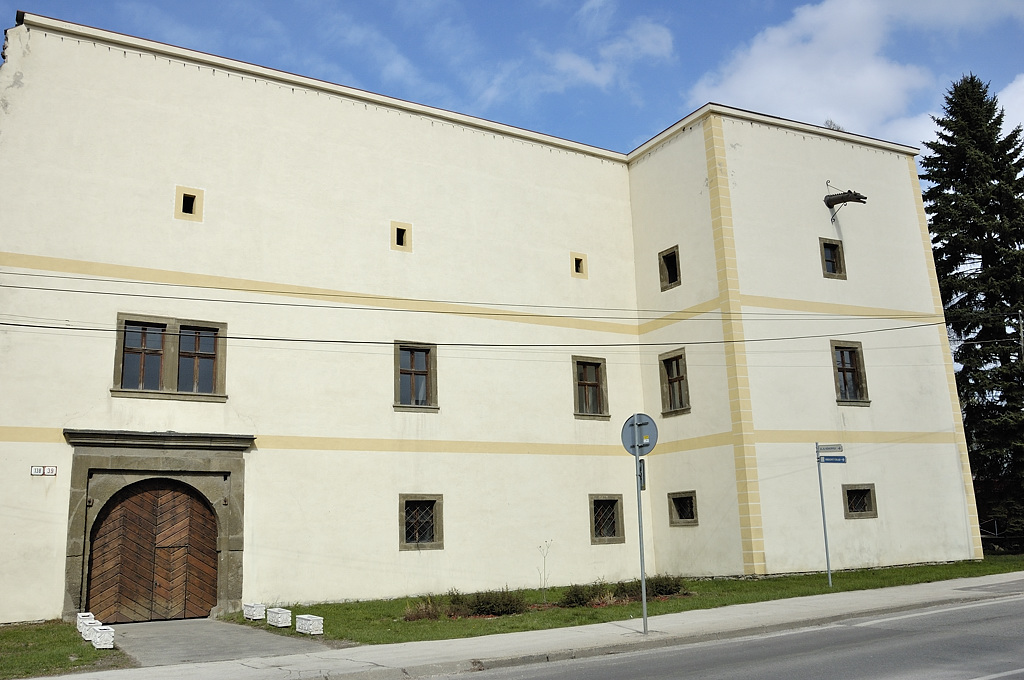

Privigyétőltól 13 km-re délnyugatra, Nemeskosztolány központjától 1 km-re északnyugatra, a Nyitra jobb partján fekszik.

## Története
A falu a 12. és 13. század fordulóján keletkezett. Első írásos említése 1232-ben történt. Ezután 1374-ben említik újra. 1715-ben nemesi községként 11 háztartása volt. 1787-ben 28 házában 211 lakos élt, földesura a Tarnóczy család volt.
Vályi András szerint: „LELÓCZ. Alsó, és Felső Lelécz. Két tót falu Nyitra Várm. Alsó Lelócznak földes Urai Tarnóczí, és több Uraságok, amannak pedig a’ Nyitrai Káptalanbéli Uraság, lakosaik katolikusok, fekszenek Simonyához másfél mértföldnyire, földgyeik közép termékenységűek, fájok, legelőjök elég van, piatzozások Oszlányon, és Prividgyén."
Fényes Elek szerint: „Lelocz (Alsó), tót falu, Nyitra vmegyében, 214 kath. lak., kath. paroch. templommal. Van erdeje és vízimalma. F. u. a Tarnóczy familia. Ut. posta Privigye."
Nyitras vármegye monográfiája szerint: „Alsó-Lelócz, kis falu a Nyitra-folyó közelében, a lelóczi hegy lábánál, 118 tótajku, r. kath. vallásu lakossal. Posta-, táviró- és vasúti állomása Nemes-Kosztolány. E község „Lelőcs" (Leleuch) néven a XIII. század első felében királyi birtok volt. Kath. temploma a mult század közepén épült. Kegyura Tarnóczy Béla cs. és kir. kamarás. A községnek a Tarnóczyak voltak földesurai és jelenleg is ők a birtokosok. Egyik nemesi előnevüket is e község után nyerték. E községben van id. Tarnóczy Béla cs. és kir. kamarás kastélya, melyen 1898-ban nagyobbmérvü átalakítás történik. Itt volt IV. Béla király egyik vadászlaka, mely a Tarnóczyak kastélya lett, kik e birtokot II. Endre királytól a XIII. században mária-radnai birtokukért cserélték. IV. Béla a Tarnóczyak hű szolgálataiért vadászkastélyát – mely ma már romokban hever – adományozta nekik. A község körül elterülő erdőségek egy részét még ma is Kralove vrch-nek nevezi a nép, mert itt volt IV. Béla egyik legkedvesebb vadászterülete."
A trianoni békeszerződésig Nyitra vármegye Privigyei járásához tartozott. 1903 és 1958 között Nyitranovák része volt, majd Nemeskosztolányhoz csatolták.

## Nevezetességei
- A Nagyboldogasszony tiszteletére szentelt, római katolikus temploma a 13. században épült; többször átépítették. Az egyhajós templomhoz a 19. század végén építettek sekrestyét és tornyot. Az 1965-ös tűzben eredeti belső berendezése megsemmisült. Déli oldalán levő sírboltban nyugszanak egykori patrónusai, a Tarnóczy család tagjai.

## Neves személyek
- Itt született 1704-ben Tarnóczy Menyhért Jézus-társasági áldozópap és tanár.
- Itt született 1804-ben Tarnóczy Kázmér, Bars vármegye főispánja.
- Itt született 1835. május 7-én Tarnóczy Gusztáv.

## Lásd még
- Nemeskosztolány